# Kick.com
Kick.com (kurz Kick) ist ein Video-Live-Streaming-Dienst mit Hauptsitz in Melbourne, Victoria, Australien. Kick erlangte 2023 größere Aufmerksamkeit, da Verträge in Millionenhöhen mit Streamern abgeschlossen wurden, die auch auf der Konkurrenzplattform Twitch tätig sind.

## Geschichte
Kick wurde 2022 als Konkurrenz zu Twitch gegründet, einem Live-Streaming-Portal im Besitz von Amazon und setzt den Fokus auf eine lockerere Moderation und bietet höhere Umsatzbeteiligungen für Streamer an.
Kick wurde von Bijan Tehrani und Ed Craven gegründet, den Besitzern der Krypto- und Wettseite Stake.com.  Die Gründung erfolgte als Reaktion darauf, dass Twitch das Streaming von Glücksspielen untersagt hatte, ebenso wie die Verlinkung zu Casinoseiten oder deren Bewerbung mittels Promo-Codes. Darüber hinaus hatte Twitch Streamer und Casino-Seiten wie Stake.com gesperrt.
Betrieben wird die Plattform von der Kick Streaming Pty Ltd. Alleiniger Anteilseigner von Kick ist die Easygo Entertainment Pty Ltd, welche wiederum zu einem Drittel im Besitz eines anderen Unternehmens ist, der Ashwood Holdings Pty Ltd. Die Ashwood Holdings befindet sich vollständig im Besitz des Stake.com Mitbegründers Ed Craven. Die restlichen zwei Drittel von Easygo Entertainment gehören dem anderen Mitbegründer von Stake.com, Bijan Tehrani. Obwohl Kick nicht direkt im Besitz von Stake.com oder den Mitbegründern von Stake ist, deuten die Aufzeichnungen darauf hin, dass sie die Mehrheitsaktionäre an der Streaming-Seite Kick sind und es Verbindungen zu Stake und der Förderung des Glücksspiel-Streamings gibt. Der amerikanische Streamer Trainwreckstv, der zuvor bei Twitch wegen Glücksspiels gesperrt wurde, gehörte zu den ersten, die zu Kick gewechselt sind und für die Plattform wirbt. Unklar ist, ob Trainwreckstv zu den Eigentümern der Plattform gehört oder nur Berater ist.

### Streaming Deals
Kick schließt Verträge mit bereits reichweitenstarken Streamern ab und verpflichtet diese auf ihrer Plattform Inhalte zu produzieren. Die bisher meisten solcher Verträge wurden mit US-amerikanischen Persönlichkeiten abgeschlossen.
- Im Dezember 2022 gab Trainwreckstv bekannt, dass er zu Kick wechselt und auch als Berater agieren wird.[4][5]

- Anfang März 2023 kündigte der Glücksspiel-Streamer Adin Ross an, zu Kick zu wechseln, nachdem er bei Twitch gesperrt wurde.[10]

- Im März 2023 gab Schachgroßmeister Hikaru Nakamura bekannt, ein nicht-exklusives Abkommen mit Kick einzugehen.[11]

- Im Mai 2023 gab der US-amerikanische Influencer BruceDropEmOff bekannt, dass er eine Partnerschaft mit Kick eingegangen ist, nachdem er bei der Plattform Twitch mehrmals gesperrt wurde. Die genaue Summe der Vereinbarung ist nicht bekannt.[12]

- Am 16. Juni 2023 wurde bekannt gegeben, dass der ehemalige E-Sportler xQc einen nicht-exklusiven Zweijahresvertrag im Wert von 100 Millionen US-Dollar mit der Plattform Kick unterzeichnet hat.[13][14]

- Am 18. Juni 2023 kündigte Webcam-Model Amouranth ebenfalls an, ein Abkommen mit Kick abgeschlossen zu haben.[15][16]

Bisher gibt es keine bekannte Abkommen mit deutschsprachigen Streamern.

## Sponsoring
Für die Saison 2023/24 ging der englische Fußballverein FC Everton eine Partnerschaft mit Kick ein, wo das Logo auf den Trikotärmeln platziert ist.
Im Januar 2023 unterzeichnete das Alfa Romeo F1 Team von Sauber Motorsport einen Titelsponsoring-Vertrag mit Stake.com. In Ländern, in denen Glücksspiel- und Sportwettenwerbung nicht erlaubt ist, wird der Name und das Logo von Kick anstelle von Stake.com verwendet. Im Dezember 2023 wurde bekannt gegeben, das Kick.com für die Jahre 2024 und 2025 die Namensrechte für das Chassis des Stake F1 Teams erworben hat und das Team als Stake F1 Team Kick Sauber auftritt. Die Eidgenössische Spielbankenkommission (ESBK) eröffnete ein Verfahren gegen den Schweizer Automobilrennstall Sauber Motorsport, da das Logo des Online-Casinos Stake.com auf dem Wagen und der Kleidung ersichtlich ist.

## Affiliateprogramm
Ähnlich wie bei Twitch und Youtube bietet Kick ein Affiliate-Programm an. Um als Streamer in diesem Programm aufgenommen zu werden, muss man mehr als 5 Stunden gestreamt und mindestens 75 Follower haben. Ist der Affiliate-Status erreicht, erhalten die Zuschauer die Möglichkeit Kanäle von Streamern für 4,99 US-Dollar pro Monat zu abonnieren oder Geschenkabonnements an andere Zuschauer zu bezahlen. Der Streamer bekommt hierbei einen Teil des Gewinnes ab. Eigenen Angaben zufolge erhalten Streamer bei Kick 95 % ihrer generierten Einnahmen und nur 5 % gehen an die Plattform. Im Vergleich wird der Anteil bei der Konkurrenz Twitch 70/30 oder 50/50 und bei Youtube 70/30 aufgeteilt.

## Kritik
Kick wird wegen des Zusammenhangs mit Glücksspielen und seiner lockeren Moderationsrichtlinien kritisiert. Zudem ist die Unternehmensstruktur und Finanzierung von Kick unklar. Obwohl Kick des Öfteren in Verbindung mit Stake.com gebracht wird, ist es nicht eindeutig, ob Stake.com Kick direkt besitzt.

“Es wird von Ed Craven betrieben, dem Mitbegründer der Krypto-Glücksspielseite Stake.com, und es gibt viele Theorien, dass das alles nur ein Trick ist, um Zuschauer mit diesen riesigen Deals effektiv zum Glücksspiel zu locken – als eine Art Marketingstrategie. Craven sagt, Kick werde Verluste machen, was angesichts dieser Zahlen kaum überrascht. Die Idee dahinter ist offenbar, dass irgendein vages Konzept von „Glücksspielgeld“ das Ganze finanziell stützt – was ehrlich gesagt nicht gerade nach einer besonders stabilen Grundlage klingt.”

Im Februar 2024 veröffentlichte der YouTuber SomethingAboutChickens schwere Anschuldigungen gegen Mitarbeiter von Kick. Diese sollen nicht eingegriffen haben, als der Streamer riotlol einen kritischen sexuellen Umgang mit Minderjährigen zeigte. Der Streamer riotlol soll unter anderem Nacktbilder ohne Einwilligung der Betroffenen, in einigen Fällen auch von Minderjährigen, auf Kick angefertigt und später auf Kick und seinem Discord veröffentlicht und beworben haben.

## Belege
1. ↑  Twitch's New Streaming Rival Kick Tests Waters of Lighter Moderation. In: bloomberg.com. 3. März 2023, abgerufen am 10. Februar 2024 (englisch).
2. ↑  Scott Peterson: The anti-Twitch: How Kick.com is luring users with juicy cuts—and few rules. In: omr.com. 30. März 2023, abgerufen am 10. Februar 2024 (englisch).
3. ↑  Who owns Kick.com? Everything to know about Stake and Kick. In: streamscheme.com. 6. Oktober 2023, abgerufen am 10. Februar 2024 (englisch).
4. 1 2  Top Twitch creator endorses platform connected to crypto gambling site. In: washingtonpost.com. 6. Dezember 2022, abgerufen am 6. Februar 2024 (englisch).
5. 1 2  PLATFORM UPDATE (Tweet von Trainwrecks). 5. Dezember 2022, abgerufen am 6. Februar 2024 (englisch).
6. ↑  Kick CEO claims life-changing contracts are “up for grabs” for streamers. In: dexerto.com. 27. Juli 2023, abgerufen am 6. Februar 2024 (englisch).
7. 1 2  Paul Tassi: Kick Just Stole xQc And Amouranth, Twitch’s Top Male And Female Streamers, Within 48 Hours. In: forbes.com. 19. Juni 2023, abgerufen am 6. Februar 2024 (englisch).
8. ↑  All Twitch streamers that have signed with Kick. In: dotesports.com. 4. Oktober 2023, abgerufen am 6. Februar 2024 (englisch).
9. ↑  The Top 10 Biggest Kick.com Deals. 9. Juli 2023, abgerufen am 6. Februar 2024 (englisch).
10. ↑  Adin Ross signed “biggest streaming deal ever” to join Kick after Twitch ban. In: dexerto.com. 1. März 2023, abgerufen am 6. Februar 2024 (englisch).
11. ↑  "Streaming in both places" - GMHikaru clarifies Kick deal, claims he will still stream on Twitch going forward. In: sportskeeda.com. 29. März 2023, abgerufen am 6. Februar 2024 (englisch).
12. ↑  Virginia Glaze: BruceDropEmOff moves to Kick after multiple Twitch bans. In: dexerto.com. 31. März 2023, abgerufen am 6. Februar 2024 (englisch).
13. ↑  Kellen Browning: Twitch Star xQc Signs $100 Million Deal With Kick, a Rival Platform. In: nytimes.com. 16. Juni 2023, abgerufen am 6. Februar 2024 (englisch).
14. ↑  Bernd Mewes: Twitch: Top-Streamer xQc wechselt für 100 Millionen Dollar zur Konkurrenz Kick. In: heise.de. 18. Juni 2023, abgerufen am 6. Februar 2024.
15. ↑  Nach 100-Millionen-Dollar-Deal: Weiterer Twitch-Star wechselt zu Kick – Server brechen ein. In: rnd.de. 19. Juni 2023, abgerufen am 6. Februar 2024.
16. ↑  Amouranth joins Kick in shock move away from Twitch. In: dexerto.com. 18. Juni 2023, abgerufen am 6. Februar 2024.
17. ↑  EVERTON SIGNS SLEEVE DEAL WITH KICK. 1. August 2023, abgerufen am 6. Februar 2024 (englisch).
18. ↑  Der neue Titelsponsor von Alfa-Sauber hat einen Haken. In: blick.ch. 7. Februar 2023, abgerufen am 7. Februar 2024.
19. ↑  Kick acquires chassis naming rights. Abgerufen am 6. Februar 2024 (englisch).
20. ↑  Alfa Romeo ist Geschichte: Stake F1 Team Kick Sauber. 15. Dezember 2023, abgerufen am 6. Februar 2024.
21. ↑  Wegen neuem Hauptsponsor: Verfahren gegen Sauber eröffnet. In: srf.ch. 6. Februar 2024, abgerufen am 7. Februar 2024.
22. ↑  Alec Chillingworth: Kick Streaming: What Is It and How Does It Work? In: epidemicsound.com. 23. Mai 2023, abgerufen am 10. Februar 2024 (englisch).
23. ↑  Twitch Introduces 70/30 Revenue Split For Some Streamers Through New Program—With Some Caveats. In: forbes.com. 15. Juni 2023, abgerufen am 7. Februar 2024 (englisch).
24. ↑  Kick lures disenchanted Twitch streamers, for now. In: techcrunch.com. 27. Juni 2023, abgerufen am 7. Februar 2024 (englisch).
25. ↑  Who owns Kick.com? Fledgling Twitch streaming rival responds to Stake rumors. Is Kick.com a “sham”? In: dotesports.com. 16. Juni 2023, abgerufen am 7. Februar 2024 (englisch).
26. ↑  Wie Twitch, aber mit mehr Glücksspiel. In: zeit.de. 14. Juli 2023, abgerufen am 7. Februar 2024.
27. ↑  Kick wants to beat ‘out of touch’ competitors by “treating creators like adults”. In: dexerto.com. 31. Mai 2023, abgerufen am 7. Februar 2024 (englisch).
28. ↑  Trainwreck confirms ties between Kick.com and crypto gambling site Stake. In: dexerto.com. 6. Dezember 2022, abgerufen am 7. Februar 2024 (englisch).
29. ↑  To Catch A KICK Predator: Kick Staff (ab 0:18:11) auf YouTube, abgerufen am 13. Februar 2024 (englisch).
30. ↑  To Catch A KICK Predator: Minderjährige (ab 0:06:34) auf YouTube, abgerufen am 13. Februar 2024 (englisch).